# Луттер-ам-Баренберге
Луттер-ам-Баренберге (нем. Lutter am Barenberge) — община в Германии, в земле Нижняя Саксония.
Входит в состав района Гослар. Подчиняется управлению Луттер ам Баренберге. Население составляет 2297 человек (на 31 декабря 2010 года). Занимает площадь 33,29 км².
Коммуна подразделяется на 3 сельских округа.

## Население

Луттер-ам-Баренберге

| Год  | Население |
| ---- | --------- |
| 1990 | 2537      |
| 1995 | 2557      |
| 2000 | 2531      |
| 2005 | 2430      |

| Год  | Численность | Численность |
| ---- | ----------- | ----------- |
| 2011 | 2422        | [ 4 ]       |
| 2016 | 2362        | [ 5 ]       |
| 2017 | 2313        | [ 1 ]       |
| 2019 | 2310        | [ 2 ]       |